# Agriocnemis gratiosa
Agriocnemis gratiosa là một loài chuồn chuồn kim trong họ Coenagrionidae.
Loài này được xếp vào nhóm Loài ít quan tâm trong sách Đỏ của IUCN năm 2009.
Agriocnemis gratiosa is in 1891 voor het eerst wetenschappelijk beschreven bởi Gerstäcker.